# 前川功人
前川 功人（まえかわ こうひと）は、日本の男性声優。

## 出演作品

### テレビアニメ
1970年
- タイガーマスク（浜坂明[1]、ピエール[1]、六郎[1]）

### テレビドラマ
- よしきたゴンちゃん（1956年、NHK）

### 吹き替え

#### 海外映画
- 赤い河
- アラスカ魂（ビリー・プラット）
- ヨーク軍曹
- リオ・ブラボー（コロサド・ライアン）
- 巌窟王（ヴィルフォル）

#### 海外ドラマ
- スパイ大作戦（ニコライ国王）

#### 海外アニメ
- 大魔王シャザーン
- 宇宙忍者ゴームズ（ファイヤーボーイ）